# Calle Álvares / Álvarez
La calle Álvarez o calle Álvares, es parte del par vial Viana - Álvares/Álvarez de Viña del Mar en la región de Valparaíso, Chile. Mientras la calle Álvares/Álvarez hace el tránsito vial hacia el este, Viana lo hace hacia el oeste. El bandejón central fue remodelado con el fin de soterrar la línea ferroviaria que pasaba por ahí. Esta arteria recibe gran flujo vehicular, por ser la continuación de avenida España, que viene de la vecina capital regional Valparaíso, y la de Agua Santa, que es la principal entrada a la Ciudad Jardín desde la ruta 68.

## Desacuerdos sobre el nombre
De acuerdo al informe emitido en el año 2005 por el Archivo Histórico Patrimonial de Viña del Mar, no hay consenso respecto a la forma correcta de escribir el apellido, ya que antiguamente no existía una norma ortográfica universal. Así, en los documentos del siglo XIX de la primera y segunda generación de la familia, aparece indistintamente como Albares, Alvares, Álvarez y Albarez, incluso al firmar la misma persona. Sin embargo, en toda la documentación conservada en el archivo, la calle siempre ha sido Álvarez, por lo que concluye que ese es el nombre oficial. Este informe es el que se ha tenido en cuenta para uniformar todas las señales de tránsito de la vía desde el año 2006, dado que hasta entonces algunas estaban escritas con "s" y otras con "z"
El cambio de nombre en algunas señales de tránsito surgió por un decreto municipal de 1994, promovido por el periodista Daniel Lillo durante la alcaldía de Jorge Santibáñez. Él argumentaba que el apellido se debía escribir con "s", debido al origen portugués del fundador de la familia, el comerciante Francisco Alvares.
Todo lo anterior explica el uso indistinto de "s" o "z" en diversos textos literarios, históricos o legales desde la fundación de la ciudad, como también en algunos documentos emanados de la misma municipalidad, especialmente en el periodo comprendido entre los años 1994 y 2006.